# Flaga obwodu tomskiego
Flaga obwodu tomskiego zatwierdzona 29 maja 1997 to prostokątny materiał koloru białego w proporcjach (szerokość do długości) - 2:3. W centrum znajduje się herb obwodu tomskiego. Odwrotna strona flagi jest odbiciem lustrzanym przedniej.
Kolory biały i zielony są tradycyjne dla Syberii. Zielony symbolizuje las, biały - śnieg.